# ジュリア (映画)
『ジュリア』（Julia）は、1977年のアメリカ映画。アメリカの作家リリアン・ヘルマンの同名の自伝的短編集（原題：Pentimento: A Book of Portraits）（1973年）中の、同題の短編を原作とする。リリアンとジュリアの友情、および作家のダシール・ハメットとの愛が描かれている。
第50回アカデミー賞では作品賞候補を含めて11のノミネーションを受け、3部門で受賞した（後述）。

## キャスト
| 役名                 | 俳優                       | 日本語吹替                                                                  | 日本語吹替 |
| 役名                 | 俳優                       | フジテレビ版                                                                | LD版       |
| -------------------- | -------------------------- | --------------------------------------------------------------------------- | ---------- |
| リリアン・ヘルマン   | ジェーン・フォンダ         | 藤田弓子                                                                    | 小原乃梨子 |
| ジュリア             | ヴァネッサ・レッドグレイヴ | 奈良岡朋子                                                                  | 鳳八千代   |
| ダシール・ハメット   | ジェイソン・ロバーズ       | 久米明                                                                      | 中村正     |
| アラン・キャンベル   | ハル・ホルブルック         | 阪脩                                                                        | 小林勝彦   |
| ヨハン               | マクシミリアン・シェル     | 坂口芳貞                                                                    | 阪脩       |
| 少女時代のリリアン   | スーザン・ジョーンズ       | 玉川砂記子                                                                  |            |
| 少女時代のジュリア   | リサ・ペリカン             | 鈴木弘子                                                                    |            |
| ウォルター・フランツ | ランベール・ウィルソン     | 玄田哲章                                                                    |            |
| アン・マリー         | メリル・ストリープ         |                                                                             |            |
| 不明 その他          |                            | 芝田清子 石原由紀子 中西妙子 寺島幹夫 高橋ひろ子 藤城裕士 村松康雄 杉田俊也 |            |
|                      |                            |                                                                             |            |
| 演出                 | 演出                       | 山田悦司                                                                    |            |
| 翻訳                 |                            |                                                                             |            |
| 効果                 |                            |                                                                             |            |
| 調整                 | 調整                       | 杉原日出弥                                                                  |            |
| 制作                 | 制作                       | トランスグローバル                                                          |            |
| 解説                 | 解説                       | 高島忠夫                                                                    |            |
| 初回放送             | 初回放送                   | 1980年11月28日 『ゴールデン洋画劇場』                                       |            |

## スタッフ
- 監督：フレッド・ジンネマン
- 脚本：アルヴィン・サージェント
- 撮影：ダグラス・スローカム
- 音楽：ジョルジュ・ドルリュー

## 受賞とノミネート
| 賞               | 部門           | 候補者                     | 結果       |
| ---------------- | -------------- | -------------------------- | ---------- |
| アカデミー賞     | 作品賞         | リチャード・ロス           | ノミネート |
| アカデミー賞     | 監督賞         | フレッド・ジンネマン       | ノミネート |
| アカデミー賞     | 主演女優賞     | ジェーン・フォンダ         | ノミネート |
| アカデミー賞     | 助演男優賞     | ジェイソン・ロバーズ       | 受賞       |
| アカデミー賞     | 助演男優賞     | マクシミリアン・シェル     | ノミネート |
| アカデミー賞     | 助演女優賞     | ヴァネッサ・レッドグレイヴ | 受賞       |
| アカデミー賞     | 脚色賞         | アルヴィン・サージェント   | 受賞       |
| アカデミー賞     | 作曲賞         | ジョルジュ・ドルリュー     | ノミネート |
| アカデミー賞     | 衣裳デザイン賞 | アンシア・シルバート       | ノミネート |
| アカデミー賞     | 撮影賞         | ダグラス・スローカム       | ノミネート |
| アカデミー賞     | 編集賞         | ウォルター・マーチ         | ノミネート |
| 英国アカデミー賞 | 作品賞         | フレッド・ジンネマン       | 受賞       |

## ジュリアのモデルについて
リリアン・ヘルマンの自伝的作品を原作としているため、「ジュリア（リリアンの幼なじみであり、のちに反ナチの闘志となる）とリリアンの、女どうしの友情を描く感動の実話であり、女性映画の傑作」とされてきた。しかし、ニューヨーク在住の精神科医のミュリエル・ガードナーが、「ジュリアのモデルは私であり、私はヘルマンという人を知らない」と主張しており、彼女がジュリアのモデルとされている。

## ヴァネッサ・レッドグレイヴの授賞式における政治的発言について
ヴァネッサ・レッドグレイヴは1977年にTVドキュメンタリー『The Palestinian』を製作、またナレーションも自ら行った。同ドキュメンタリーはパレスチナ人とパレスチナ解放機構（PLO）の活動をテーマにした作品であった。翌1978年、第50回アカデミー賞の助演女優賞にレッドグレイヴがノミネートされると、メイル・カハネ率いるユダヤ防衛同盟（JDL）のメンバーはレッドグレイヴの人形を焼き、アカデミー賞授賞式の会場ではレッドグレイヴのパレスチナ人に対する支援に抗議するためピケを張った。
レッドグレイヴは賞を勝ち取り、授賞式で次のように述べた。
この部分に対し会場から一部ブーイングが発せられた。政治色の強い彼女の発言（リチャード・ニクソンやジョセフ・マッカーシーについても言及している）は話題となった。

## 備考
- ダシール・ハメットを演じたジェイソン・ロバーズは、前年の『大統領の陰謀』に続いて2年連続で助演男優賞を受賞した。

- メリル・ストリープ、リサ・ペリカン、ランベール・ウィルソンはいずれも本作品が映画デビュー作となった。